# Cvetovac
Cvetovac es un pueblo ubicado en la municipalidad de Lazarevac, en el distrito de Belgrado, Serbia.

## Superficie
Posee una superficie de 7,670 kilómetros cuadrados.

## Demografía
Hasta 2011 la población era de 139 habitantes, con una densidad de población de 18,12 habitantes por kilómetro cuadrado.